# Pardosa virgata
Pardosa virgata är en spindelart som beskrevs av Kulczynski 1901. Pardosa virgata ingår i släktet Pardosa och familjen vargspindlar.
Artens utbredningsområde är Mongoliet. Inga underarter finns listade i Catalogue of Life.